# Yiji

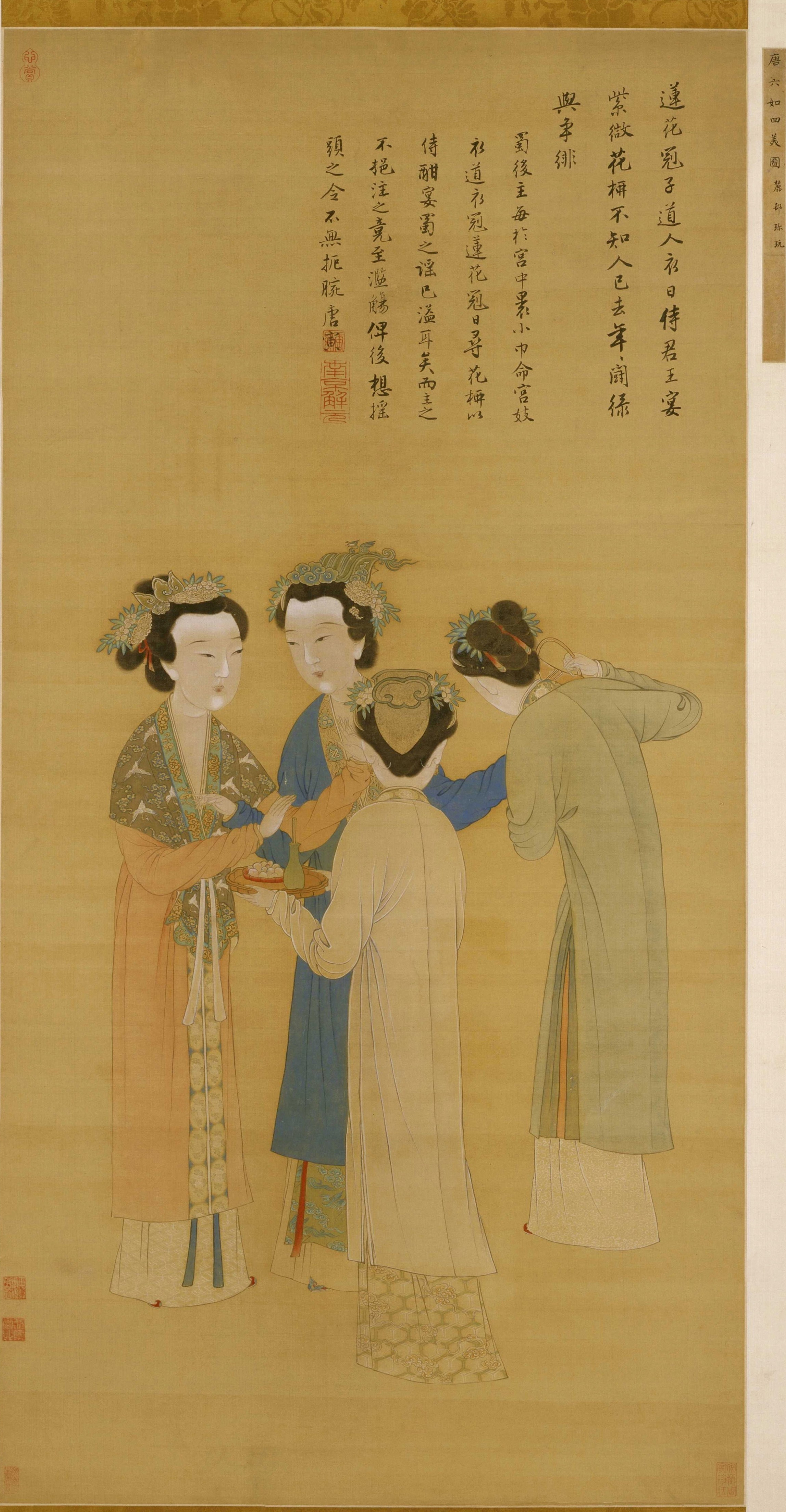
Court Ladies of the Former Shu by Tang Yin

Yiji (förenklad kinesiska: 艺妓; traditionell kinesiska: 藝妓) var ett historiskt kinesiskt yrke. En yiji var en kurtisan som underhöll klienter ur överklassen med musik, sång och diktning. Ursprungligen förekom sexuella tjänster inte som en del av yrket, även om de kunde förekomma på frivillig basis. Efter Mingdynastins fall 1644 blev dock sexuella tjänster vanligare. 
En yiji kunde ha varierande bakgrund. De var ofta slavar som hade sålts, eller kidnappats, till en bordell. De lärdes senare upp i olika konstformer som gjorde att de kunde arbeta som underhållare och artister snarare än som prostituerade. I konstformerna ingick klassisk kinesisk litteratur, och de fick därför en hög bildning. 
De underhöll sina klienter med recitation av dikter, sång, musik och dans. Sexuella tjänster förekom, men var åtminstone officiellt inte en del av yrket; de kunde dock förekomma frivilligt, som motprestation för att klienten agerade beskyddare i andra sammanhang eller som ytterligare en tjänst att tjäna pengar på, utöver de som vanligen ingick. Deras brev och dikter kunde också publiceras, som regel av manliga klienter.  
Under Mingdynastins tid tycks yiji ha haft en högre status än vad som senare blev fallet. De hyllades av författare för sin litterära bildning och betraktades som en förebild för begåvade och bildade kvinnliga konstnärer. Det förekom att även kvinnliga medlemmar av överklassen anlitade en kurtisan för underhållning. Efter att Manchudynastin etablerats 1644 inträffade en försämring. Kvinnliga artister fick efter 1651 inte längre anställas av myndigheterna utan tvingades försörja sig själva, något som gjorde dem beroende av privata manliga klienter, som ofta begärde sexuella tjänster. Det gjorde att de mer sällan fick kvinnliga kunder eller ens tilläts umgås med kvinnor ur överklassen. 
En yiji kunde tjäna stora förmögenheter, och det förekom att de tjänade nog med pengar för att köpa sig fria från ägare och grunda andra affärsverksamheter att försörja sig på efter att de avslutat sin verksamhet. Det var också vanligt att yiji, som saknade rättsligt skydd, utsattes för ruinerande rättsprocesser. De satt också ofta fast i olika skuldfällor, ofta till sin familj. Det var vanligt en yiji uppfostrade sin egen dotter, eller sin adoptivdotter, till yiji, eller också adoptera en redan utbildad yiji, som sedan tog hand om henne när hon avslutat sin egen karriär.
Berömda exempel är Dong Xiaowan, Chen Yuanyuan och Gu Mei. 